# Sjökärrssjön
Sjökärrssjön är en sjö i Tanums kommun i Bohuslän och ingår i Enningdalsälvens huvudavrinningsområde. Sjön är 12,5 meter djup, har en yta på 0,226 kvadratkilometer och befinner sig 139,2 meter över havet. Vid provfiske har abborre, gädda och mört fångats i sjön.

## Delavrinningsområde
Sjökärrssjön ingår i det delavrinningsområde (652305-126267) som SMHI kallar för Utloppet av Hagesjön. Medelhöjden är 150 meter över havet och ytan är 11,97 kvadratkilometer. Räknas de 13 avrinningsområdena uppströms in blir den ackumulerade arean 215,54 kvadratkilometer. Avrinningsområdets utflöde Enningdalsälven (Nordaneälven) mynnar i havet. Avrinningsområdet består mestadels av skog (82 %). Avrinningsområdet har 1,67 kvadratkilometer vattenytor vilket ger det en sjöprocent på 13,9 %.